# Károly Széchy
Károly Széchy (* 27. Dezember 1903 in Budapest; † 22. Mai 1972 ebenda) war ein ungarischer Bauingenieur für Grundbau und Tunnelbau.
Széchy war Professor für Grundbau und Tunnelbau an der Technischen Universität Budapest und Mitglied der Ungarischen Akademie der Wissenschaften. Er war leitend beim Budapester U-Bahn Bau tätig und baute die im Zweiten Weltkrieg zerstörten Budapester Donau Brücken wieder auf (wie die schon 1939 geplante aber wegen des Zweiten Weltkriegs erst 1950 vollendete Arpad Brücke). Er schrieb Lehrbücher über Grundbau und Tunnelbau, die auch ins Deutsche (und Englische) übersetzt wurden.

## Schriften
- Der Grundbau, Springer Verlag, Band 1 (Untersuchung und Festigkeitslehre des Baugrundes) 1965, Band 2 in zwei Teilbänden (Teil 1 Die Baugrube - Umschließung und Wasserhaltung, Teil 2 Gründungsarten) 1965
- Tunnelbau, Springer 1969
- Gründungsschäden, Bauverlag, Wiesbaden 1964 (englische Ausgabe: Foundations Failures, London 1961 und Muszaki Kiadó, Budapest)
- The art of tunnelling, Akadémiai Kiadó, Budapest, 1966, 1973
- mit László Varga: Foundation Engineering: soil exploration and spread foundations, Akadémiai Kiadó, Budapest, 1978.
- Herausgeber: Gedenkbuch für Professor József Jáky, Budapest, Akademiai Kiado 1955

| Personendaten    | Personendaten                                       |
| ---------------- | --------------------------------------------------- |
| NAME             | Széchy, Károly                                      |
| KURZBESCHREIBUNG | ungarischer Bauingenieur für Grundbau und Tunnelbau |
| GEBURTSDATUM     | 27. Dezember 1903                                   |
| GEBURTSORT       | Budapest                                            |
| STERBEDATUM      | 22. Mai 1972                                        |
| STERBEORT        | Budapest                                            |